# Rasca
Henrique António Maieco Domingos, noto come Rasca (Benguela, 10 luglio 1982), è un calciatore angolano, attaccante del Porcelana Cazengo.

## Carriera

### Club
Inizia la carriera nel 2000-2001 con l'Académica, nella seconda serie portoghese. Nella stagione successiva si trasferisce all'União Coimbra, nella terza serie.
Dal 2002 ha giocato nella massima serie angolana con varie squadre.

### Nazionale
Ha giocato 4 partite con la Nazionale angolana tra il 2010 e il 2011.